# Ala Puolisjärvi
Ala Puolisjärvi är en sjö i Kiruna kommun i Lappland och ingår i Torneälvens huvudavrinningsområde. Sjön har en area på 0,636 kvadratkilometer och ligger 259,2 meter över havet. Sjön avvattnas av vattendraget Puolisjoki.

## Delavrinningsområde
Ala Puolisjärvi ingår i det delavrinningsområde (751557-174872) som SMHI kallar för Utloppet av Ala Puolisjärvi. Medelhöjden är 272 meter över havet och ytan är 8,38 kvadratkilometer. Räknas de 7 avrinningsområdena uppströms in blir den ackumulerade arean 132,82 kvadratkilometer. Puolisjoki som avvattnar avrinningsområdet har biflödesordning 2, vilket innebär att vattnet flödar genom totalt 2 vattendrag innan det når havet efter 317 kilometer. Avrinningsområdet består mestadels av skog (66 procent) och sankmarker (24 procent). Avrinningsområdet har 0,64 kvadratkilometer vattenytor vilket ger det en sjöprocent på 7,6 procent.